# Kombinat Musikinstrumente

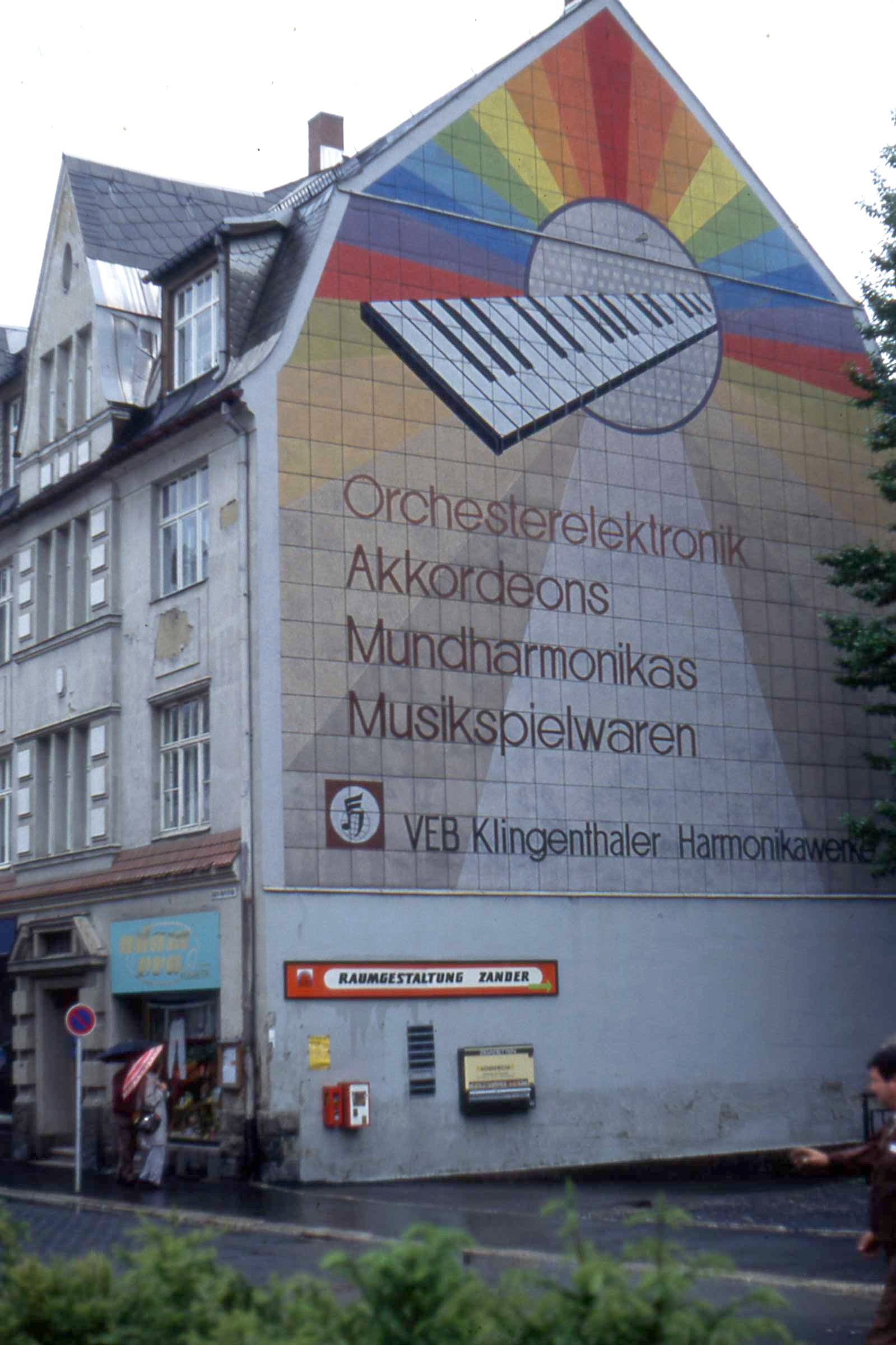
Werbung der Klingenthaler Harmonikawerke

Der VEB Kombinat Musikinstrumente Markneukirchen/Klingenthal war ein Kombinat in der Deutschen Demokratischen Republik mit Sitz in Plauen.
Das Kombinat, das hauptsächlich Betriebe im sogenannten Musikwinkel in Sachsen umfasste, war ein Hersteller von Blas-, Streich-, Schlag- und Zupfinstrumenten sowie von Schmuck, Schreibgeräten, Koffern und Kunstblumen. Vorläufer des Kombinats war die VVB Musikinstrumente und Kulturwaren Plauen. Ende 1980 wurde die VVB aufgelöst und die Nachfolgekombinate VEB Kombinat Sportgeräte „Germina“ Schmalkalden und VEB Kombinat Musikinstrumente Markneukirchen/Klingenthal wurden gebildet.
Das, an das Kombinat angegliederte, Institut für Musikinstrumentenbau beschäftigte sich mit Grundlagenforschung im Bereich der Messtechnik und der Funktionsweise von Musikinstrumenten sowie mit der Forschung zu rationellem Materialeinsatz und der Entwicklung von Rationalisierungsmitteln und Elektronik. Weiterhin forschte das Institut auch im Auftrag anderer Produktbereiche des Kombinats und entwickelte beispielsweise ein Tintenleitsystem für Füllhalter. In den 1980er Jahren zählte das Institut dennoch nur rund 80 Mitarbeiter in zehn Betriebsteilen.
Unter dem Betrieb VEB Deutsche Piano-Union Leipzig in Böhlitz-Ehrenberg waren die Klavierhersteller der DDR zusammengefasst. Hierzu zählten traditionsreiche Hersteller wie Zimmermann, August Förster, Carl Rönisch, Hupfeld und Blüthner.
Das Kombinat unterstand dem Ministerium für Bezirksgeleitete Industrie und Lebensmittelindustrie. Weitere zentral geleitete Kombinate im Zuständigkeitsbereich dieses Ministeriums sind in der Liste von Kombinaten der DDR aufgeführt.
Im Zuge der Wende und der anschließenden Wiedervereinigung wurde das Kombinat 1990 aufgelöst und seine Betriebe wurden privatisiert.

## Zugehörige Betriebe
Zum Kombinat gehörten zuletzt die folgenden Betriebe: 
- VEB Blechblas- und Signalinstrumentenfabrik Markneukirchen
- VEB Bürstenwerke Schönheide
- VEB Catgut Markneukirchen
- VEB Deutsche Piano-Union Leipzig, Böhlitz-Ehrenberg
- VEB Edelschmiede Zwickau
- VEB Erzgebirgische Kofferfabrik Thalheim
- VEB Forschung und Rationalisierung Klingenthal
- VEB Gablona Schmuckwaren Neuheim, Kreis Jüterbog
- VEB Institut für Musikinstrumentenbau Zwota (IfM)
- VEB Klingenthaler Harmonikawerke Klingenthal (KHW)
- VEB Kunstblume Sebnitz
- VEB Musikinstrumentenbau Markneukirchen
- VEB Ostseeschmuck Ribnitz-Damgarten
- VEB Füllhalterfabrik Wernigerode
- VEB Schreibgerätewerk „Markant“ Singwitz
- VEB Tacton Weißenfels
- VEB Thüringer Schmuckwaren Waltershausen